# 康巴什区
康巴什区（汉语拼音字母：Hia Bagx Torig，汉语拼音字母：Hiyaa Bagx Tôôrig），是内蒙古自治区鄂尔多斯市下辖的一个市辖区。与东胜区、伊金霍洛旗共同组成全市城市核心区，也是鄂尔多斯市的政治、文化中心。康巴什区总面积352平方公里，建成区面积32平方公里，区人民政府驻地滨河街道鄂尔多斯东街10号。

## 历史
轄境原屬伊金霍洛旗、東勝區，2000年12月经批准成立自治区级的青春山开发区。2003年，内蒙古自治区同意将青春山开发区行政区域由伊金霍洛旗调整划归东胜区；同年6月，鄂尔多斯市一届四次人代会审议通过市政府迁址青春山开发区的决议。2004年5月市人民政府批准了控制性详细规划，并更名为康巴什新区，为开发区。
2006年，新区城市规划作为鄂尔多斯市城市总体规划的重要部分，获自治区政府批准，同年7月市府整体搬迁新区。经过规划、论证、审批等前期工作之后，新区正式启动建设，主要分三个阶段：2004年至2007年，基础设施建设阶段；2007年至2011年，地上项目建设阶段；2011年至2015年，项目建设完善阶段。2016年，国务院同意批准设立县级康巴什区，屬鄂爾多斯市市轄區，与原康巴什新区行政区划相同。

## 人口
根据(内蒙古自治区)鄂尔多斯市第七次全国人口普查公报显示：康巴什区常住人口为118796人，男性人口占比51.14%，女性人口占比48.86%，年龄结构中0-14岁占比為20.74%，15-59岁占比為70.48%，60岁以上占比為8.78%，65岁以上占比則為4.87%。

## 行政区划
康巴什区下辖4个街道办事处：
哈巴格希街道、青春山街道、滨河街道和康新街道。